# 加茂さくら
加茂 さくら（かも さくら、本名・大谷 照子〈おおたに てるこ〉、1937年〈昭和12年〉7月16日 - 2024年〈令和6年〉12月21日）は、日本の女優。東京市（現東京都港区）出身、京都府育ち。公称身長160cm。血液型A型。宝塚時代の愛称は本名の照子よりテル（ちゃん）。

## 来歴
東京市麻布区飯倉町（現・東京都港区飯倉）生まれ。小学2年生から疎開先の静岡県熱海市で、中学からは父親の転勤先の京都府京都市で育つ。京都府立鴨沂高等学校中退。
1955年に宝塚歌劇団に花組公演『春の踊り』で入団。宝塚入団時の成績は36人中20位。42期生。1956年、花組配属。1961年から1968年まで主に主演娘役として（主に雪組の明石照子や眞帆志ぶきの相手役）、声楽専科組替えを経て1971年に退団するまで活躍した。さくらの宝塚歌劇入団は、実母が歌劇団のファンだったという影響からだった。
退団後は、女優としてテレビドラマや映画で活動した。
皇后雅子の、母方祖母方面の遠縁であるとされる。
実の妹・加茂すみれも宝塚歌劇出身（1959年入団の45期生→のち退団後、本名の大谷茂子として、女子プロボウリング選手第2期生に転向）である。1997年にさくら・すみれの実母が病気にかかり、「老老介護」をするために芸能活動を一時休養、介護とすみれが営む尼崎市でスナックの経営の手伝いをした。実母は2007年死去（享年94）したが、現在もスナック経営を手伝っている。
2014年に古巣である宝塚歌劇団創立100周年を記念して創設された『宝塚歌劇の殿堂』最初の100人のひとりとして殿堂入りを果たしている。
晩年は乳がんを患い、その後、がんが肺に転移して闘病を続ける中で最晩年まで活動を続け、2024年11月の東京でのディナーショーが生前最後の仕事となった。
2024年12月21日18時30分、肺がんのため兵庫県西宮市の病院で死去した。87歳没。法名は「釋尼照安」。

## 人物
宝塚時代の配属組の順は花、月、雪、声楽専科、雪、声楽専科である（2回、雪組と声楽専科を経験）。生涯独身だった。

## 出演

### テレビドラマ
- ポーラ名作劇場 / 船場ぐるい（1963年、NET）
- 五人の野武士 第14話「血闘 虎谷の関」（1969年、日本テレビ・三船プロ） - たまき
- 大江戸捜査網（12ch・日活・三船プロ）
  - 第76話「夏の終りに咲いた花」（1972年） - お民
  - 第251話「用心棒の逆襲」（1976年） - 梢
  - 第329話「屈辱に耐えた夫婦の絆」（1978年） - おきぬ
- 荒野の素浪人 第1シリーズ 第41話「兇刃 襲われた山峡の宿」（1972年、NET・三船プロ）
- 銭形平次 （フジテレビ・東映）
  - 第319話「花が裂ける時」（1972年） - お千勢
  - 第419話「寄場帰りの詩」（1974年） - お澄
- 素浪人 天下太平（1973年、NET・東映） - 御坊のお仙
- 旗本退屈男（市川右太衛門版、1973年、NET・東映） - お志加
- アイフル大作戦 （TBS・東映）
  - 第16話「美女占い! 金儲けの探し方」（1973年）
  - 第26話「東京ーホノルル ビキニの女王大作戦（前編）」（1973年）
  - 第27話「ブルーハワイ 愛と死の接吻!（後編）」（1973年）
- 寺内貫太郎一家（1974年、TBS） - 周防チエ子
- 斬り抜ける 第8話「女が愛にゆれるとき」（1974年、朝日放送・松竹） - たき
- 傷だらけの天使 第13話「可愛い女に愛の別れを」（1974年、日本テレビ・東宝）
- 非情のライセンス 第2シリーズ 第17話「兇悪の誇り」（1975年、NET・東映） - 川喜多梨花
- 伝七捕物帳 第90話「恩情しがらみ節」（1975年 日本テレビ）- おむら
- 日本沈没 第20話「沈みゆく北海道」（1975年、TBS・東宝） - ダンプカー運転手・服部いく
- 放浪家族（1975年、毎日放送） - 照菊
- 隠し目付参上 第9話「御仏は美男におわすか」（1976年、毎日放送・三船プロ） - 滝川
- 連続テレビ小説（NHK総合）
  - いちばん星（1977年）
  - すずらん（1999年）
  - わかば（2004年） - 藤倉渚
- 江戸の鷹 御用部屋犯科帖 第23話「大奥の女王蜂」（1978年、テレビ朝日）
- 東京メグレ警視シリーズ 第12話「警視と火曜の朝の訪問者」（1978年、朝日放送・テレパック）
- 桃太郎侍 第110話「惚れて笑って喧嘩して」（1978年、日本テレビ・東映）
- 男なら!（1979年、TBS） - 森野エミ子
- がしんたれ（1979年、東海テレビ）
- 徳川の女たち 第2部（1980年、フジテレビ・東映） - 瀬山
- 細雪（1980年、よみうりテレビ）
- 思えば遠くへ来たもんだ（1981年、TBS）
- 娘が家出した夏 家庭ってなァに?（1981年、TBS）
- 花王名人劇場「マイウェイTOKYO」（1981年、フジテレビ系列・関西テレビ制作）- はとバスのガイド役
- 必殺仕事人III 第24話「三味線二重奏したのは勇次」（1983年、朝日放送・松竹） - 妙月尼
- 土曜ワイド劇場（テレビ朝日）
  - 母に捧げる犯罪（1983年） - 高井雪江
  - 特急「白鳥」十四時間（1985年）
  - 和菓子連続殺人事件（2008年） - 橘小百合
- 必殺仕事人IV 第33話「勇次 悪女軍団と対決する」（1984年、朝日放送・松竹） - もえ
- 大奥（1983年、関西テレビ・東映）
  - 第9話「猫と金魚と尼君」 - 梅山
  - 第31話「暴かれた禁男の園」 - 宮路
  - 第32話「永遠の処女」 - 宮路
- 暴れん坊将軍II （テレビ朝日・東映）
  - 第88話「お上に怨みの逃がし屋稼業!」（1984年） - おたか
  - 第118話「めぐり逢い運命の凶弾!」（1985年） - お民
  - 第136話「おやこ鷹 師走の哀歌!」（1985年） - お菊
  - 第166話「夫婦飛脚の夢だより!」（1986年） - おくら
- 妻たちの課外授業（1985年、日本テレビ） - 沢律子
- 水戸黄門 （TBS・C.A.L）
  - 第15部 第8話「母恋し 五木の子守唄 -熊本-」（1985年3月18日） - おとせ
  - 第19部 第3話「鬼と呼ばれて恩返し -棚倉-」（1989年10月9日） - お浦
  - 第22部 第22話「出雲の蕎麦は恋の味 -出雲萩-」（1993年10月11日） - お駒
- 大岡越前（TBS・C.A.L）
  - 第9部 第18話「過去を消した女」（1986年2月24日） - おとし
  - 第12部 第7話「妖女が嗤う世継ぎの謎」（1991年11月25日） - 月笙
- 金田一耕助の傑作推理 死仮面（1986年、TBS）
- 花姉妹（1986年、よみうりテレビ）
- 火曜サスペンス劇場 / ウエディングドレス（1986年、日本テレビ・東宝）
- 見上げればいつも青空（1987年、よみうりテレビ）
- 江戸を斬るVII 第4話「偽りの自首」（1987年、TBS・C.A.L） - おとき
- 花の生涯 井伊大老と桜田門（1988年、テレビ東京） - 静橋
- 花真珠（1988年、よみうりテレビ）
- 銭形平次 第1シリーズ 第3話「花嫁の幽霊」（1991年、フジテレビ） - おえい
- 金曜ドラマシアター / 松本清張作家活動40周年記念企画・波の塔（1991年5月24日、フジテレビ・共同テレビ） - 田沢隆義の妻
- 家政婦は見た! 第1話「エリート法律一家の家族法廷 もの静かな女たちの反乱」（1997年10月9日、テレビ朝日） ‐ 小暮礼子
- 愛の劇場 / パパ・レンタル中（1998年、TBS） - 木村正子
- 女と愛とミステリー / 不倫調査員・片山由美3・京都芸妓殺人事件（2002年、テレビ東京） - 草刈初
- 昨日の友は今日の敵?（2004年、NHK総合） - 野川しげ
- ダイヤモンドの恋（2005年、NHK総合）
- そこをなんとか2 第2話（2014年8月10日、NHK BSP） - 内海佐和子

### その他の番組
- 3時のあなた（1979年4月 - 1980年3月、フジテレビ）
- 笑っていいとも!（テレフォンショッキング・ゲスト、フジテレビ）
- 快傑熟女!心配ご無用（TBS）
- オールスター感謝祭（TBS）
- スタジオパークからこんにちは（NHK総合）
- 私の何がイケないの?「タカラジェンヌ退団後の人生」（TBS）

### 映画
- トラック野郎・爆走一番星（1975年、東映） - バキュームカー運転手・杉本千秋
- 激突!若大将（1976年、東宝） - 明代
- ガキ大将行進曲（1979年、独立映画センター） - 和江
- もう頰づえはつかない（1979年、ATG） - 美容師・トキ子
- ハイティーン・ブギ（1982年、東宝） - 利恵
- 夏服のイヴ（1984年、東宝）
- 結婚案内ミステリー（1985年、東映） - 松尾初恵
- 化身（1986年、東映） - ママ
- 極道の妻たち 三代目姐（1989年、東映） - 花井由利子
- 橋のない川（1992年、東宝） - 志村かね
- シベリア超特急2（2000年、アルゴ・ピクチャーズ） - 神宮寺伯爵夫人
- 黄泉がえり（2003年、東宝） - 津田嘉子

### 舞台
宝塚歌劇団時代
- 恋人よ我に帰れ - マリアンヌ 役（1958年2月1日 - 2月27日、星組公演、宝塚大劇場)
- 三つのワルツ - 新人公演：ファンニー（本役：淀かほる）（1958年7月2日 - 7月30日、花組公演、宝塚大劇場）
- 三つのワルツ - ファンニー 役（1958年10月31日 - 11月28日、星組公演、東京宝塚劇場）
- アメリカ・カナダ公演（1959年）
- ウイ・ウイ・パリ（1960年1月1日 - 1月31日、月組公演、宝塚大劇場）
- 黒船 - お松（1960年4月15日 - 17日、フェスティバルホール）
- 蜜柑の花咲く恋／微笑の国 - リーザ 役（1960年7月1日 - 7月31日、月組公演、宝塚大劇場）
- ショウ・イズ・オン（1960年10月1日 - 10月30日、月組公演、宝塚大劇場）
- サルタンバンク（1961年3月23日 - 4月30日、月組公演、宝塚大劇場）
- サルタンバンク（1961年5月2日 - 5月31日、花組公演、宝塚大劇場）
- 美しく花の如く（1961年6月2日 - 6月29日、雪組公演、宝塚大劇場）
- 火の島／砂漠に消える－アルジェリアの男－（1961年8月1日 - 8月31日、雪組公演、宝塚大劇場）
- 火の島／絢爛たる休日（1962年1月1日 - 1月31日、雪組公演、宝塚大劇場）
- 放浪記（1962年2月2日 - 2月26日、梅田コマ劇場） - 日夏京子 役
- 灼熱のカリビア（1962年3月、雪組公演、東京宝塚劇場）
- 花のオランダ坂 - つる 役／ナンバー・ワン（1962年7月3日 - 7月30日、雪組公演、宝塚大劇場）
- 皇帝と魔女（1962年10月2日 - 10月30日、雪組公演、宝塚大劇場）
- あなたは追われている（1962年12月1日 - 12月27日、星・雪組公演、宝塚大劇場）
- ハイウェイ・ブルース／不死鳥のつばさ燃ゆとも（1962年2月2日 - 2月27日、雪組公演、宝塚大劇場）
- 青春のバカンス（1963年6月4日 - 6月30日、雪組公演、宝塚大劇場）
- 蒼き狼（1963年9月、読売ホール）
- 白い天使たちの歌／クレオパトラ（1963年10月31日 - 11月29日、雪組公演、宝塚大劇場）
- 南の哀愁  - ナイヤ（1964年1月1日 - 1月28日、雪組公演、新宿コマ劇場）
- 蒼き狼（1964年2月、東京宝塚劇場）
- 花のふるさと物語（1964年3月27日 - 5月5日、雪組公演、宝塚大劇場）
- 宝寿／レビュー・オブ・レビューズ（1964年5月7日 - 5月31日、専科・花・雪組公演、宝塚大劇場）
- アンコール・ワット（1964年10月1日 - 10月29日、雪組公演、宝塚大劇場）
- 楊妃と梅妃／港に浮いた青いトランク（1965年1月29日 - 2月28日、雪組公演、宝塚大劇場）
- ゴールデン・シャドウ（1965年9月2日 - 9月30日、雪組公演、宝塚大劇場）
- 佐渡の昼顔／世界への招待（1965年11月3日 - 11月26日、合同公演、東京宝塚劇場）
- 日本の祭／夜霧の城の恋の物語（1966年1月1日 - 1月31日、星組公演、宝塚大劇場）
- ハワイ公演（1966年4月14日 - 4月23日）
- 心を繋ぐ6ペンス（1966年7月8日 - 8月28日、芸術座）
- わが歌君がため（1966年10月29日 - 11月30日、星組公演、宝塚大劇場）
- 忘れじの歌 - メルバ 役／タカラジェンヌに乾杯（1967年1月2日 - 1月29日、星組・雪組合同公演、新宿コマ・スタジアム）
- 忘れじの歌 - メルバ 役／タカラジェンヌに乾杯（1967年3月2日 - 3月23日、雪組公演、宝塚大劇場）
- 心を繋ぐ6ペンス（1967年4月7日 - 5月26日、帝国劇場）
- 花のオランダ坂 - つる 役（1967年9月1日 - 9月28日、宝塚大劇場）
- 藤花の宴（1968年3月1日 - 3月26日、宝塚大劇場）
- トリスタンとイゾルデ／愛と夢とパーティ（1968年6月29日 - 7月29日、雪組公演、宝塚大劇場）
- 王様と私（1968年11月1日 - 11月27日、帝国劇場）
- ハムレット（1969年2月1日 - 2月27日、雪組公演、宝塚大劇場）
- 若きウェルテルの悩み（1969年5月31日 - 6月28日、帝国劇場）
- 千羽鶴（1969年9月7日 - 9月21日、名鉄ホール）
- スカーレット 風と共に去りぬ（1970年1月2日 - 3月29日、帝国劇場） - ベル
- 帝国ホテルシアターレストラン公演（1970年6月1日 - 7月2日）
- 銭と泥（1970年9月11日 - 9月27日、名鉄ホール）
- 江利チエミ特別公演（1970年11月1日 - 12月4日、新宿コマ劇場）
- 宮本武蔵（1971年2月2日 - 2月26日、御園座）
- 放浪記（1971年3月2日 - 5月27日、芸術座） - 日夏京子 役
- 人魚姫-愛と魂の物語-（1971年7月1日 - 7月29日、月組公演、宝塚大劇場）

宝塚歌劇団退団後
- 夜汽車の人（1971年、芸術座）
- 君よ知るや南の国（1975年、日本劇場） ※天地真理主演
- 安珍清姫（1977年、帝国劇場）
- ほほえみの国（1978年、博品館劇場）
- 加茂さくら アドベンチャーリサイタル（1980年、博品館劇場）
- 加茂さくら アドベンチャーリサイタル Part2 （1981年、博品館劇場）
- シカゴ - ミュージカル・ボードビル - （1986年、帝国劇場）
- 櫻姫（1988年、帝国劇場）
- 仮名手本忠臣蔵（1991年、帝国劇場）
- 近松心中物語～それは恋（1996年、御園座・明治座）
- 皆既食 -Total Eclips-（2014年11月7日 - 11月29日、Bunkamuraシアターコクーン / 12月4日 - 12月7日、シアターBRAVA!、作：クリストファー・ハンプトン、演出：蜷川幸雄） - モーテ・ド・フルールヴィル夫人 役[10]

## ディスコグラフィ
- 夢は今も/愛する二人（1970年、東宝レコードAS-1003）
- もう終りなのね/女あわれ（1971年、東宝レコードAS-1055）
- 恋すればふしあわせ/夜明けの女（1972年、東宝レコードAS-1131）
- ためらい/片隅の二人（1976年、フィリップス・レコードFS-2026、ライオン奥様劇場『片隅の二人』主題歌）
- 野外劇場/女のミッドナイト（1979年、クラウンレコードCW-1879）
- 夜の物語/男は魔術師（1980年、クラウンレコードCWA-37）
- ひとり暮らし/夜明けのカンツォーネ（1981年、クラウンレコードCWA-84）
- 愛さえあれば/双子座の二人（1982年、クラウンレコードCWA-139）
- さめてしまえば/落葉散る丘の小径（1983年、クラウンレコードCWA-193）
- 再会/ザ・ローズ（1985年、クラウンレコードCWA-324）